# 尹尚浩
尹尚浩（韓語：윤상호，1969年12月2日—），韓國男演員。

## 出演作品

### 電視劇
- 2012年：SBS《蠑螈道士和影子操作團》

### 電影
- 2012年：《共謀者們》

### 舞台劇
- 2020年：《黑白茶坊》
- 2020年：《絕對零度》
- 2020年：《時間的懸崖》
- 2021年：《諾曼底》
- 2021年：《貪得無厭的代價》
- 2022年：《人造象牙》
- 2022年：《膚，色》
- 2022年：《被迷住的夢》